# Fatima Hassouna
Fatima Hassouna (en arabe : فَاطِمَة حَسُّونَة), parfois orthographié Fatma Hassouna, née en mars 2000 et tuée le 16 avril 2025 à Gaza, est une photojournaliste indépendante palestinienne, dont le travail documente la vie des civils pendant la guerre à Gaza. Elle obtient une reconnaissance internationale pour ses images poignantes illustrant les conséquences de la guerre, et devient la protagoniste du documentaire Put Your Soul on Your Hand and Walk, réalisé par la cinéaste iranienne Sepideh Farsi et sélectionné pour le Festival de Cannes 2025.
Elle est tuée le 16 avril 2025, avec dix membres de sa famille, lors d'un bombardement israélien sur leur maison à Gaza.

## Origines et formation
Fatima Hassouna naît en mars 2000 à Gaza,. Fille d'un chauffeur de taxi et d'une mère au foyer, elle appartient à la classe moyenne. Diplômée en multimédia du collège universitaire des sciences appliquées (en) de Gaza en 2022, elle commence à documenter professionnellement la vie dans la ville après les bombardements israéliens faisant suite à l'attaque du Hamas du 7 octobre 2023,.

## Parcours professionnel
En tant que l'une des rares journalistes locales à pouvoir couvrir la guerre après l'interdiction faite aux journalistes étrangers d'entrer à Gaza, Hassouna relate les évacuations forcées imposées par l'armée israélienne, la destruction des infrastructures par les bombardements israéliens, les pertes civiles, les funérailles, ainsi que des scènes de résilience, comme des enfants jouant dans les ruines,,. D'ailleurs, en plus de ses activités journalistiques, elle organise des ateliers d'écriture pour les enfants dans une école du nord de Gaza, devenue refuge pour les déplacés.
Le 13 janvier 2024, elle survit à un bombardement israélien, qui décime douze membres de sa famille.
Son travail paraît dans The Guardian et d'autres médias internationaux, en plus d'être présenté dans des expositions internationales telles que Gaza, My Beloved et SAFE. Ses collègues photographes la surnomment « l'œil de Gaza ». Le 15 avril 2025, elle publie sa dernière story sur Instagram, montrant un coucher de soleil à Gaza avec la légende : « C’est le premier coucher de soleil depuis longtemps ».

## Décès
Fatima Hassouna et dix de ses proches, dont sa sœur enceinte, sont tués le 16 avril 2025, vers 1 h du matin, lorsque deux missiles israéliens touchent leur appartement familial près de la rue Al-Nafaq, dans le quartier de Tuffah, à Gaza,,,,. L'attaque survient un jour après l'annonce de la sélection de son documentaire, Put Your Soul in Your Hand and Walk, pour le Festival de Cannes, et quelques jours avant la date prévue pour son mariage avec Moutaz, son fiancé depuis décembre,,. Les cadavres sont amenés à l'hôpital Al-Shifa par la défense civile palestinienne. Quelques jours plus tard, le père de Fatima, Raed Hassouna, succombe à ses blessures à l'hôpital. La mère de Fatima est donc la seule survivante de l'attaque au sein de sa famille nucléaire,.
Contactée au sujet de la mort de Fatima Hassouna, l'armée israélienne déclare avoir ciblé « un membre du Hamas » impliqué « dans des attaques contre des soldats et des civils israéliens », précisant « avoir pris des précautions pour éviter des victimes civiles ». La réalisatrice du documentaire, Sepideh Farsi, rejette cette justification : « Je connais toute la famille. C'est absurde. » Selon la rapporteuse spéciale des Nations unies pour les territoires palestiniens occupés, Francesca Albanese, « son crime a été de tenir la chronique du génocide à travers des articles et des photos percutantes. Ce qu'un régime génocidaire ne peut pas permettre ». Le 14 mai 2025, un rapport du collectif Forensic Architecture, reconnu pour la qualité de ses investigations, vient étayer la thèse d'une attaque  « ciblée » visant « spécifiquement [...] l'appartement de la famille Hassouna », perpétrée avec des « munitions à guidage de précision (PGMs), équipées de systèmes de guidage et de contrôle — notamment un GPS et un détonateur à retardement — conçus pour exploser à des coordonnées et à un étage précis ».

## Documentaire
Le documentaire Put Your Soul on Your Hand and Walk (« Mets ton âme sur ta main et marche »), réalisé par Sepideh Farsi, s'articule autour d'un an de conversations vidéo entre la réalisatrice et Hassouna. Le film est sélectionné dans le cadre de la section parallèle ACID du Festival de Cannes 2025. Dans leur dernier échange, Fatima dit à Sepideh : « Je viendrai [à Cannes], mais je dois retourner à Gaza. Je ne veux pas quitter Gaza ».

## Héritage
L'Association du cinéma indépendant pour sa diffusion (ACID) décrit Fatima comme ayant un « sourire (...) aussi magique que sa ténacité ».
Le 2 août 2024, Fatima Hassouna publie le message suivant sur Instagram : « Si je meurs, je veux une mort retentissante. Je ne veux pas être une simple brève dans un flash info, ni un chiffre parmi d’autres. Je veux une mort dont le monde entier entendra parler, une empreinte qui restera à jamais, et des images immortelles que ni le temps ni l’espace ne pourront enterrer », indiquant son désir que sa mort ait pour effet de sensibiliser à la souffrance des Palestiniens,. Sa mort suscite une vague de chagrin et de solidarité parmi les journalistes et militants propalestiniens du monde entier. Ses photographies et ses travaux sont largement diffusées et elle devient un symbole de courage et de dévouement à la transmission de la vérité.
Son décès porte à au moins 157 le nombre de professionnels des médias tués par l'armée israélienne dans la bande de Gaza depuis octobre 2023, selon la Fédération internationale des journalistes. D'après des groupes de défense de la liberté de la presse, ils seraient en réalité plus de 200,,. Le 16 avril 2025, en fin d'après-midi, 200 journalistes français organisent un die-in sur les marches de l'opéra Bastille, à Paris, pour leur rendre hommage,. Le portrait de Fatima Hassouna, tuée plus tôt dans la journée, est brandi à cette occasion.
Le 12 mai 2025, soit la veille de l'ouverture de la 78e édition du Festival de Cannes, le site de Libération publie une tribune, signée par 280 grands noms du cinéma international, dénonçant la « prise pour cible » de Fatima Hassouna « par l’armée israélienne » et le « génocide [...] en cours à Gaza ». La tribune se conclut par les mots suivants : « Pour Fatma, pour toutes celles et ceux qui meurent dans l’indifférence. Le cinéma se doit de porter leurs messages, d’être un reflet de nos sociétés. Agissons avant qu’il ne soit trop tard. » Le lendemain, lors de la cérémonie d'ouverture, la présidente du jury, Juliette Binoche, pourtant non signataire de la tribune à ce moment-là, rend hommage à Fatima Hassouna et récite des extraits, traduits, d'un poème écrit par cette dernière.
Le 16 mai 2025, une cinquantaine de manifestants propalestiniens rendent hommage à Fatima Hassouna par une minute de silence sur la place Saint-Nicolas à Coutances. Le lendemain, ils sont une soixantaine à en faire de même à Carhaix.